# Autorité combinée du Cambridgeshire et Peterborough

Situation géographique de l'autorité combinée

L’autorité combinée du Cambridgeshire et Peterborough (en anglais : Cambridgeshire and Peterborough Combined Authority) est une autorité combinée qui couvre le comté du Cambridgeshire dans l'est de l'Angleterre, au Royaume-Uni.

## Historique
Le 16 mars 2016, un projet d'autorité combinée couvrant l'ensemble de l'Est-Anglie, comprenant le Norfolk et le Suffolk, est proposé par George Osborne, chancelier de l'Échiquier, dans le cadre de la présentation du budget de l'État britannique. Le projet est cependant rejeté par le conseil du Cambridgeshire et celui de la ville de Peterborough qui approuvent en revanche au mois de novembre suivant la création d'une autorité combinée regroupant leurs deux collectivités. L'autorité combinée est officiellement créée le 3 mars 2017 et son maire est élu le 4 mai suivant.

## Politique et administration
L'autorité combinée est dirigée par huit membres, dont un maire élu au suffrage direct.
| Période     | Période    | Identité     | Étiquette          | Qualité |
| ----------- | ---------- | ------------ | ------------------ | ------- |
| 8 mai 2017  | 9 mai 2021 | James Palmer | Parti conservateur |         |
| 10 mai 2021 | 4 mai 2025 | Nik Johnson  | Parti travailliste |         |
| 5 mai 2025  | En cours   | Paul Bristow | Parti conservateur |         |